# Ryo Yamashita
Ryo Yamashita (山下 諒 Yamashita Ryo?), född 23 augusti 1999 i Shiga prefektur, är en japansk fotbollsspelare.
Yamashita började sin karriär 2016 i Gamba Osaka.